# 厄瓜多爾隱帶麗魚
厄瓜多爾隱帶麗魚，為輻鰭魚綱鱸形目隆頭魚亞目慈鯛科的其中一種，分布於南美洲厄瓜多Payamino河流域，體長可達4公分，棲息在雨林覆蓋的溪流，生活習性不明。

## 擴展閱讀
維基物種上的相關：厄瓜多爾隱帶麗魚